# Smith & Wesson Model 29
Der Smith and Wesson Model 29 ist ein sechsschüssiger Double-Action-Revolver im Kaliber .44 Magnum, der von dem US-amerikanischen Waffenhersteller Smith & Wesson produziert wird. Bekannt wurde er durch die Dirty-Harry-Filmreihe mit Clint Eastwood.

## Geschichte

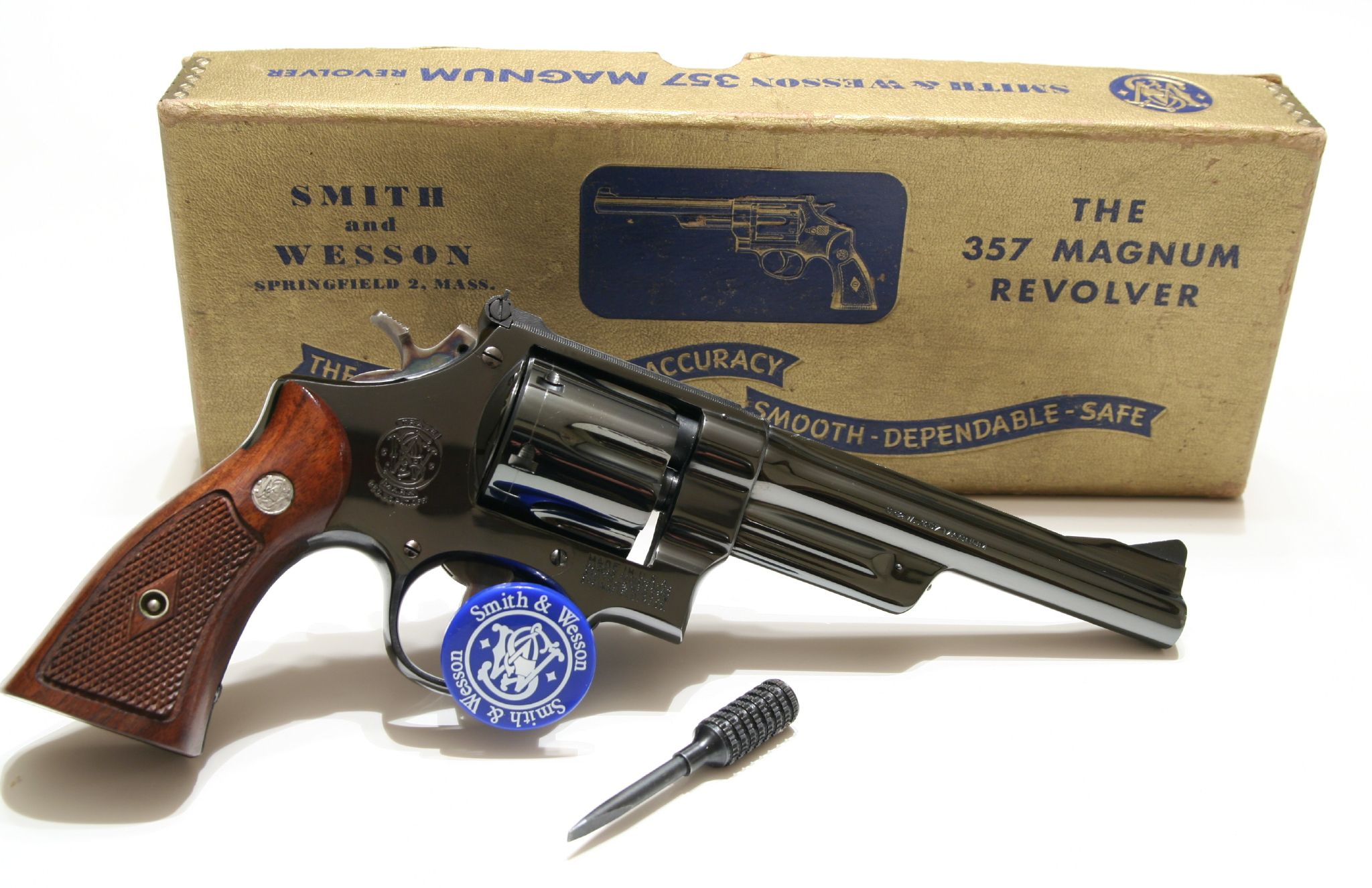
Der 1935 eingeführte .357 Smith & Wesson Model 27 Magnum Revolver (Vorgänger des Smith & Wesson Model 29 Magnum Revolvers)

Sein Vorgänger war der ab 1935 in kleiner Zahl hergestellte .357 Magnum-Revolver.
Das Modell 29 basiert auf dem N-Revolver-Rahmen und wurde im Jahr 1955 vorerst unter der Bezeichnung „Heavy Duty N-Frame .44 Magnum Hand Ejector“ vorgestellt, bis Smith & Wesson im Jahr 1957 die neue Nomenklatur mit zweistelligen Zahlen einführte. Der Revolver wurde vor allem von Waffenenthusiasten, einigen Polizeieinheiten und Jägern benutzt, bis Clint Eastwood die Waffe im Jahr 1971 im Film Dirty Harry als „the most powerful handgun in the world“ berühmt machte. Dies stimmt allerdings nur so weit, als dass die S&W 29 eine der leistungsstärksten Faustfeuerwaffen der Welt war. Heute reicht das Spektrum von Kalibern der Supermagnum-Klasse mit Patronen bzw. Ladungen wie .480 Ruger, .360 Dan Wesson Magnum, .460 S&W Magnum, .500 S&W Magnum und .500 Wyoming Express weit über den „Klassiker“ der .44 Magnum hinaus.
In den späten 1990er Jahren stellte Smith & Wesson die Produktion vieler Revolvermodelle ein, darunter auch den „29er“. Im Jahr 2007 wurde die Waffe jedoch wieder ins Programm der „Classic Line“ von Smith & Wesson aufgenommen und wird nun wieder gefertigt.

## Varianten

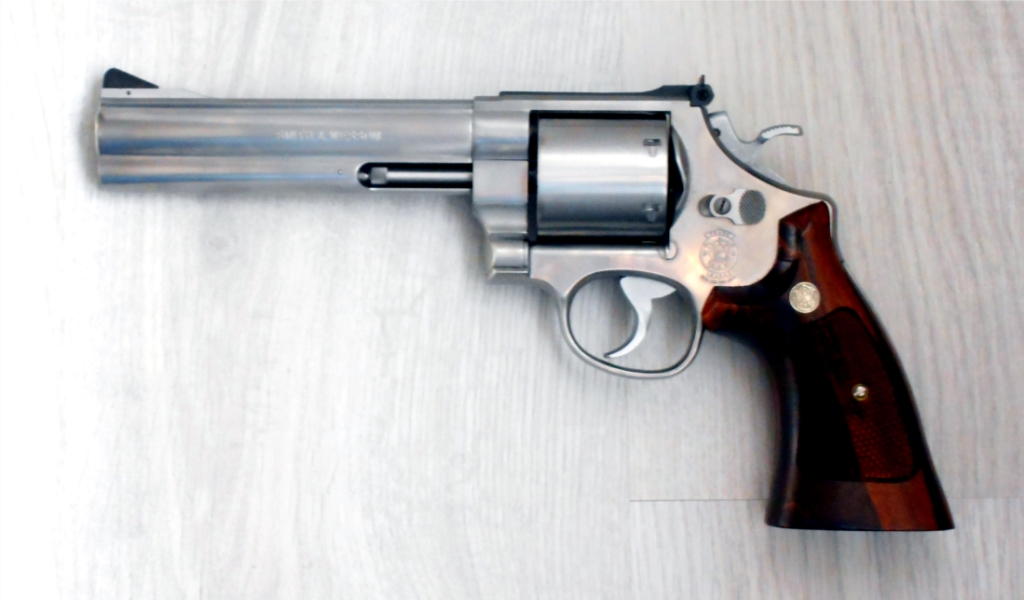
Smith & Wesson Model 629-2, Lauflänge 6 inch mit seltener nicht gefluteter Trommel

- Das „Model 29“ war mit 4″, 5″, 6″, 6 1/2″, 8 3/8″ und später mit 10 5/8″ Lauflänge erhältlich.
- Er wurde mit vernickelter oder brünierter Oberfläche produziert.
- 1978 folgte der 629 in Stainless Steel Ausführung.
- Mitte der 1990er kam die „Mountain Gun“ auf den Markt, eine Light-Version des 29er
- Am 26. Januar 2006 stellte Smith & Wesson den „50th Anniversary Model 29“ vor.
- Am 1. Januar 2007 gab S&W die Wiederaufnahme der Produktion in der „S&W Classic Line“ bekannt.
- Bei der SHOT Show 2008 stellt S&W den „629 Stealth Hunter“ vor.